# François-Louis Français
François-Louis Français (1814–1897), también conocido como Louis Français, fue un pintor, litógrafo e ilustrador francés que tuvo una larga y exitosa carrera. Antiguo alumno de Gigoux, comenzó estudiando litografía y grabado en madera, convirtiéndose en un prolífico ilustrador y grabador. Su trabajo como ilustrador se encuentra en una cuarentena de libros y numerosas revistas desde finales de la década de 1830 hasta la década de 1860. Français también produjo una gran cantidad de dibujos a pluma y tinta, realzados con sepia, notables por su atención al detalle y por su destreza técnica y concisión.

## Estilo e influencia
A Français se le asocia con la escuela de pintura de Barbizon, un movimiento que buscaba representar la naturaleza al aire libre, en un contexto romántico y realista. En 1836, mientras estaba en Barbizon, conoció al gran paisajista Camille Corot y comenzó una asociación de diez años con él como amigo y acólito. Las pinturas de Français poseen algunas de las características destacadas de la obra de Corot en su uso de colores tonales, pinceladas sueltas y el énfasis en la suavidad de la forma. Français expuso por primera vez en el Salón de París en 1837 y luego regularmente hasta su muerte en 1897. Vivió de 1846 a 1849 en Italia, donde experimentó con una paleta más brillante. Su trabajo desarrolló sentimientos neoclásicos con criaturas míticas que aparecen dentro de un paisaje realista. Si bien esto le valió el éxito comercial, le alejó de algunos críticos que fueron duros en su juicio sobre sus obras.
Fue un artista muy respetado y condecorado en Francia y también fue conocido internacionalmente durante su vida exhibiendo en el extranjero en Ginebra y Londres, pero después de su muerte en 1897, su reputación declinó y hay relativamente pocas de sus pinturas expuestas en galerías públicas fuera de Francia.

## Primeros años
François-Louis Français nació en Plombières-les-Bains, en la región de los Vosgos, el 17 de noviembre de 1814. Era hijo de Jean Français, un mercero y Marie-Anne Français (de soltera Vançon). Mostró pronto aptitudes para el dibujo y asistió a clases en Plombières. Su familia quiso animarle y en 1829 le encontró trabajo en una librería de París donde pudo entablar contactos con vistas a convertirse en ilustrador. Inicialmente trabajó como copista, realizó caricaturas y dibujó de modelos en la Académie Suisse. En 1831 comienza a estudiar pintura y sus primeros paisajes conocidos son de este período. Fue un período de lucha durante el cual se ganaba la vida de manera precaria principalmente dibujando sobre piedra pasa litografías y diseñando viñetas xilográficas para la ilustración de libros. La editorial de Paulin lo contrató y en 1833 le ofreció a Français la oportunidad de ilustrar algunas de las letras ornamentadas de la Histoire de Gil Blas de Santillane de Alain-René Lesage, publicada en enero de 1835. El ilustrador principal de la obra de Lesage fue Jean Gigoux, un eminente pintor e ilustrador que impresionado por el potencial de Français lo invitó a trabajar en su taller parisino.

## Ilustrador y grabador
Como ilustrador, François-Louis Français tuvo una larga carrera, hasta 1860, durante la cual dibujó vistas para numerosos libros y revistas. Era una ocupación lucrativa y le permitía seguridad financiera mientras simultáneamente desarrollaba sus técnicas de pintura. Sus ilustraciones para una nueva edición de la novela romántica Paul et Virginie de Bernardin en 1835 fueron reconocidas como un hito de la ilustración romántica y dieron comienzo a una fructífera y prolífica colaboración con el grabador Tony Johannot, cuya culminación fueron unas doscientas vistas, entre ellas una cincuentena de paisajes. Trabajó con sus amigos Henri Baron y Célestin Nanteuil en ilustraciones para Les Artistes anciens et modernes. Juntos fundaron la revista Les artistes contemporains y trabajaron en colaboración en numerosos grabados para la editorial Bertauts, a menudo utilizando el monograma BNF para identificar su autoría.
Un encargo digno de mención fueron las ilustraciones de La Touraine. Histoire et Monuments del abbé Jean-Jacques Bourassé. donde Français proporcionó cuarenta grabados en madera, cinco placas grabadas y once hermosas letras ornamentadas, por las que él y su colaborador Karl Girardet ganaron una medalla de oro en la Exposición Universal de 1855. Entre las muchas estampas que supervisó se encuentran las realizadas a partir del paisaje de Corot , Ocaso (1840), de Las bañistas de Díaz de la Peña (1847) y varias de sus propias pinturas. Se reutilizaron muchos grabados, por ejemplo, Un Chemin (Un camino) fue publicado por primera vez en París por Augustin Challamel para el salón de París de 1842. Diez años después, Marchant publicó un segundo estado para la serie, Les Peintres vivants.

## Carrera de pintor
En 1834, Français se fue a vivir a Barbizon y pintó en el cercano bosque de Fontainbleu. Formó parte de la escuela de artistas de Barbizon dedicada a pintar directamente del natural, a menudo al aire libre, que se instaló en los alrededores de la Posada Ganne. En una desviación radical del formalismo en el arte, la naturaleza misma se convirtió en el tema de la pintura. Muchos artistas se reunían en la Posada para discutir ideas y salir a pintar en el Bosque. Allí Français conoció y trabó amistad con su colega artista Louis Cabat y en 1836 conoció a Camille Corot, dieciocho años mayor que Français y con quien estableció un fuerte vínculo personal de amistad y que, como asesor personal, estaba dispuesta a ofrecer consejos técnicos y a introducir a Français con algunas personas influyentes. Bajo la influencia de Corot, Français desarrolló un estilo de pintura de paisajes utilizando colores tonales para expresar la luzt. Français nunca pudo captar la delicadeza de Corot para representar la forma humana, pero se desarrolló como un buen paisajista, aunque mantuvo un cierto elemento de formalismo. Esta formalidad no sorprendió en un estudiante de Gigoux, pero se sabe también que Français estudió y admiró la obra del pintor barroco temprano Claude Lorrain en el Louvre. El uso ocasional de temas neoclásicos y la colocación de figuras mitológicas dentro del paisaje que a veces adoptó Français tienen parecido con la obra de Lorrain.
En 1837 Français expone por primera vez en el Salón, presentando Sous les saules (Bajo los sauces) (1837: Museo de Tours), un cuadro donde las figuras humanas son de Henri Baron. El catálogo de la exposición enumeraba 2.130 entradas y la pintura de Français fue anotada y comentada favorablemente. A mediados de la década de 1840, Français viajaba regularmente con Baron y su amigo Nanteuil a Bougival, un pueblo en el Sena cada vez más famoso por sus paisajes y cambios de luz. Las pinturas de este período, varias de las cuales se transpusieron a litografías, a menudo están firmadas Français, Elèves de Bougival (Estudiante de Bougival). Soleil couchant (1845, Musée des Beaux-Arts de Dijon), un paisaje otoñal del río en Bougival, se presentó en el Salón de Charles Baudelaire de 1845, uno de los tres que organizó el poeta. Baudelaire elogió el lienzo, como ejemplo de cómo captar el realismo poético de la naturaleza.
En 1846 Français viajó por primera vez a Italia alojándose en varios lugares: Roma (1846/9), Génova (1846), Pisa (1846), Florencia (1846/7), Frascati (1847), Ariccia (1848) y Tivoli (1848/49). Esta estancia prolongada permitió a Français desarrollar su estilo. Su paleta se hizo más luminosa y comenzó a pintar con los trazos muy juntos, lo que sería una característica de su obra posterior. Adquirió una gran pasión por pintar la luz y volvería a Italia a lo largo de su carrera. Acumuló numerosos dibujos, bocetos y acuarelas, a menudo en gouache, lo que le permitió ejecutar algunos de sus lienzos más conocidos del período que incluye a Fontaine à Ariccia (Fuente en Ariccia) (1848, París Mus d 'Orsay). Al regresar a Francia, viajó y pintó extensamente por toda Francia en la década de 1850. Visitó regularmente Plombières y el valle del Loira, donde prefirió los paisajes de bosques y las riberas de los ríos.
Français estuvo a menudo en compañía de otros artistas durante estas visitas y con Corot, Courbet, Jongkind y el local Boudin, formó parte de la école de Honfleur ( escuela de Honfleur ) que se sintieron atraídos por pintar la luz y los paisajes alrededor de Honfleur en Normandía. Las pinturas creadas durante este interludio, por Français y sus compañeros artistas, más tarde inspiraron a Jongkind y Claude Monet para abrir la Escuela Impresionista de San Simeón en Honfleur en 1862. Les Hêtres de la côte de Grâce près de Honfleur (1859) es un buen ejemplo de sus obras en Normandía en la década de 1850. Presenta un árbol desgastado distorsionado por los vientos costeros que azotan la costa. Como siempre con Français, hay precisión en los detalles. Gran parte de la pintura presenta un cielo imponente que muestra el conocimiento de las obras de John Constable por parte de Français.

## Carrera después de 1860
Français fue un pintor de éxito en la década de 1860. Tenía ingresos regulares, sobre todo de su patrón, el industrial alsaciano Alfred Hartmann, el hermano menor de Frédéric Hartmann, el más importante mecenas del Segundo Imperio de Théodore Rousseau. Sus pinturas fueron invariablemente aceptadas en los salones parisinos. Pero no siempre fueron bien recibidas por algunos críticos. Su pintura, Bois sacré, (Bosque sagrado) (1864), ahora en el Palais des Beaux-Arts de Lille, fue fuertemente criticada, por no gustar a algunos observadores, quienes se opusieron a las figuras míticas dominantes en el centro de un lienzo de estilo realista. A su mecenas Hartmann tampoco le gustó, como dejó claro en una carta a Rousseau. Le Bois sacré formaba parte de una serie de paisajes que contenían temas neoclásicos que Français produjo en la década de 1860, a menudo a partir de bocetos realizados a partir de una visita italiana como la de Nápoles en 1859 y Pompeya en 1864-5.
Continuó viajando mucho a lo largo de su vida y, al igual que muchos franceses acomodados, pasaría los inviernos en climas más cálidos del sur, después de 1873 en Niza, a menudo con su compañera Rose Maireau, una grabadora que exhibió su trabajo en el Petit Palais poco después que este abrió en 1900. En 1878, después de seis años de trabajo intermitente completó una serie de paneles decorativos para la fuente de la nueva iglesia del Segundo Imperio de la Sainte-Trinité de París
El socialismo declarado de la juventud de Français había retrocedido al del patriarca de la Tercera República. También en 1878 Le Mont Cervin et Le Lac de Némi (El Matterhorn y el lago de Némi) recibió la Médaille d'honneur en el Salón de París. Un año después, en 1879, Français fue miembro fundador de la Société d'aquarellistes français (Sociedad de Acuarelistas Franceses), cuyo objetivo era exponer las acuarelas de los miembros, inicialmente limitados a solo cuarenta. La Sociedad cesó sus actividades en 1896.
En el Salón de 1884, expone L'Étang de Clisson (Bosque de Clisson) tras una visita al valle del Loira. Esta pintura es una evocación del Alto Loira, cuyos dibujos preparatorios se encuentran en el Museo Metropolitano, el lienzo terminado tiene una frescura y un naturalismo poético que recuerda el trabajo de Français en la década de 1850. Una de sus pinturas posteriores de mayor éxito es Vue d'Antibes (1894), donde regresa con cierto efecto a los paisajes y cielos de Corot y Millet.
Français entró en su última década como un hombre con una reputación artística considerable. En 1890 fue el primer paisajista en ser elegido presidente de la Académie Française, el mismo año ganó la Médaille d'honneur en la Société des Artistes Français donde exhibió dos paisajes. Tuvo el reconocimiento internacional que eludió a muchos artistas franceses. Expuso en Ginebra en 1857, 1858 y 1861 y en Londres en 1862 y 1874. Después de su muerte, se erigió un gran monumento en su memoria en Plombières-les-Bains. Su antiguo estudio en Plombières es ahora el Musée Louis Français
François-Louis Français murió en Plombières el 18 de mayo de 1897.

## Nota
- 1. A mediados del siglo XIX, Bougival estaba conectado por ferrocarril y rápidamente emergió como un elegante suburbio de París, donde vivían y trabajaban artistas y escritores, incluido Turgenev, quien murió en Bougival en 1883. Artistas como: Renoir, Monet, Morisot y Sisley pintaron en la zona que desde entonces se conoce como la cuna del impresionismo.

1. ↑  In the mid-19th century, Bougival was connected by the railway and quickly emerged as a fashionable suburb of Paris, where artists and writers who included Turgenev, who died in Bougival in 1883, lived and worked. Artists including: Renoir, Monet, Morisot and Sisley painted in the area which has since become known as the Cradle of Impressionism.

## Grabados impresos
- François-Louis Français, Henri Baron y Célestin Nanteuil : Les Artistes anciens et modernes, 3 vols (París 1848-1862)

## Galería (seleccionada)

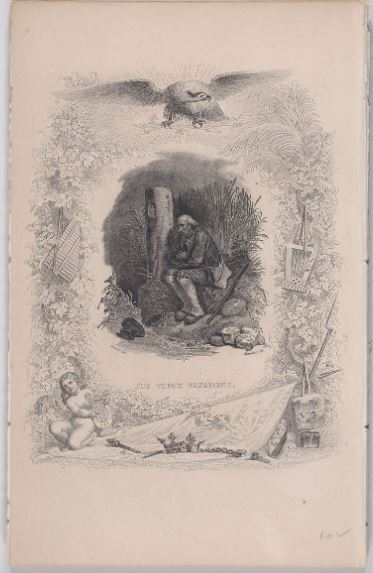
Le Vieux Vagabond, illustration from The Complete Works of Béranger (1829).jpg
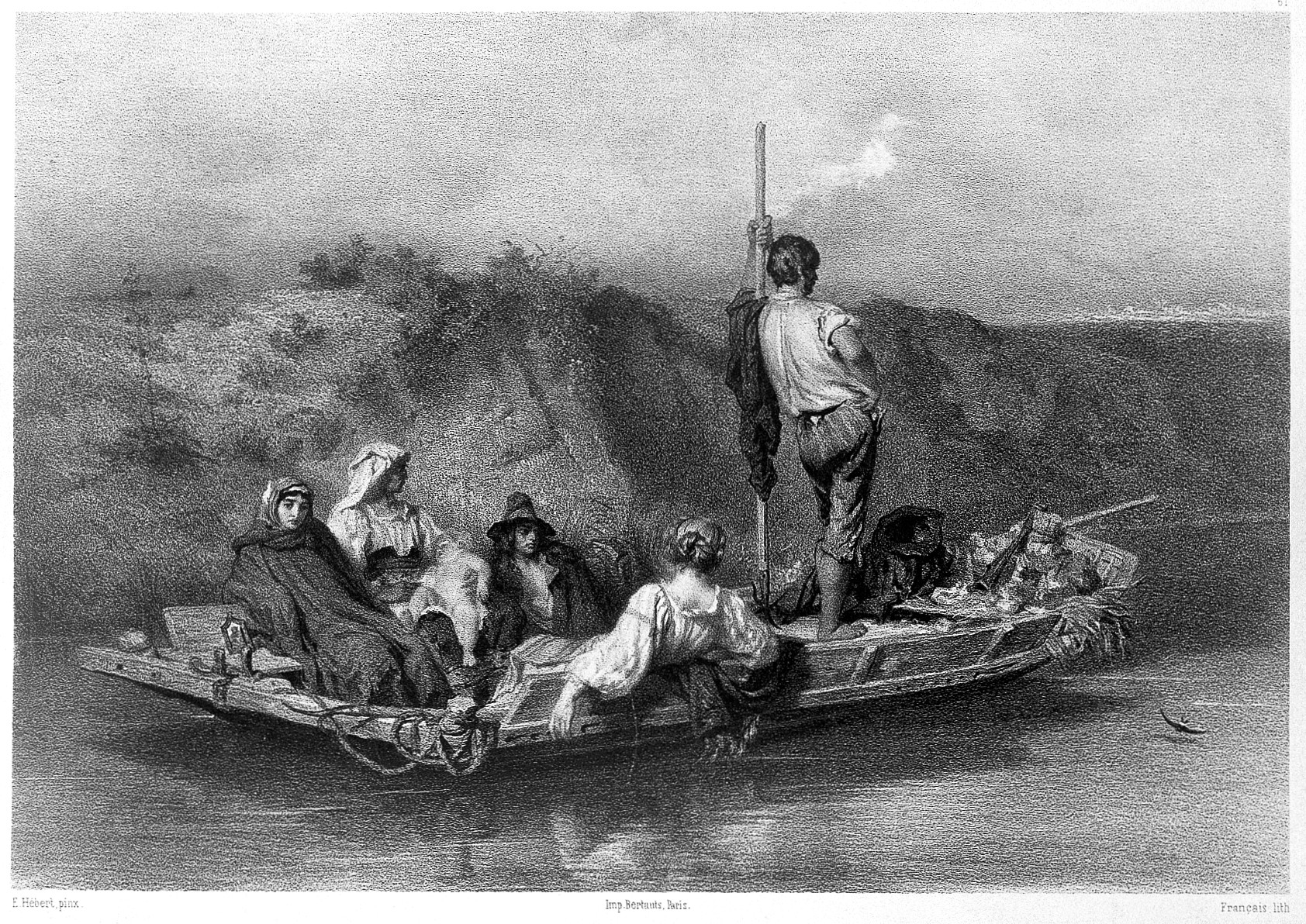
Lithograph by Français after A.E. Hébert, (1850)
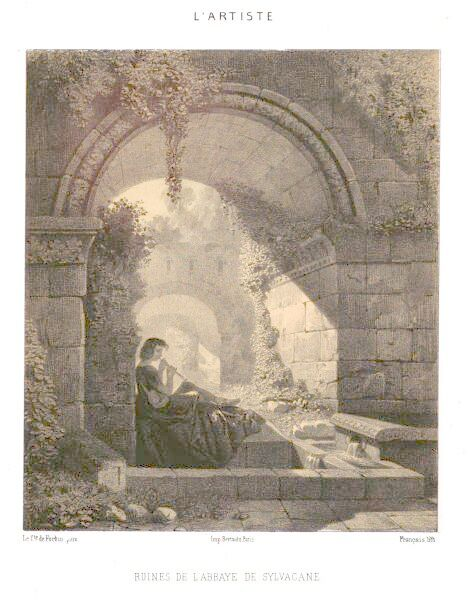
Ruines de l'abbaye de Sylvacane  (Ruins of Silvacane abbey)  after Auguste de Forbin, (pub 1859)
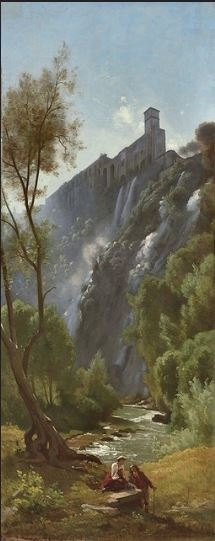
Souvenir de Tivoli (1849)
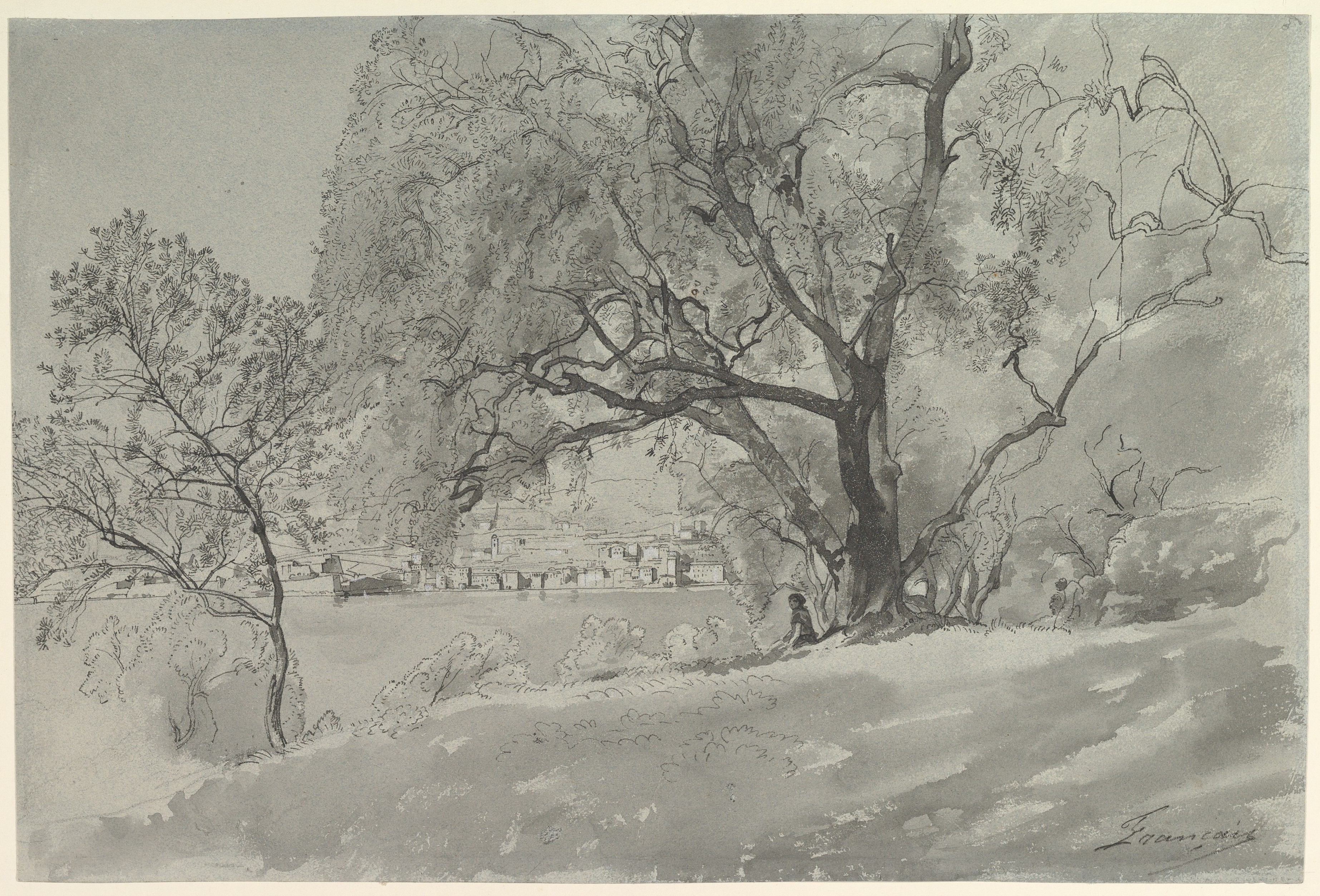
Personnage assis près d'un lac,
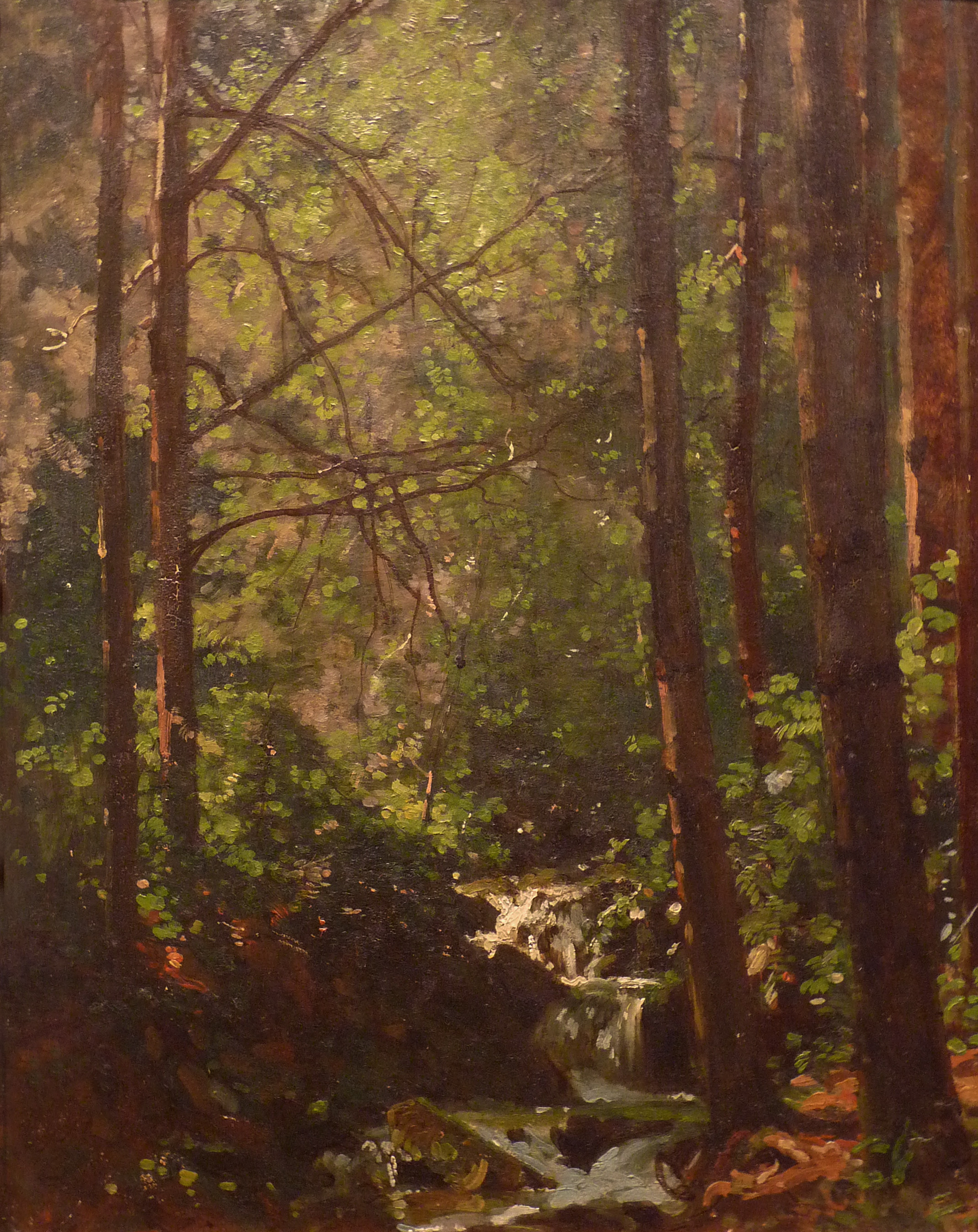
Cascade du Gehard (Vosges)
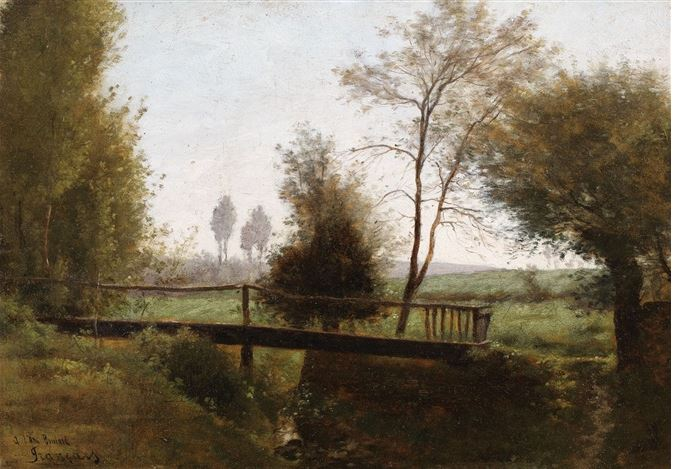
Dimineață la Barbizon (In the morning at Barbizon) (c 1850)
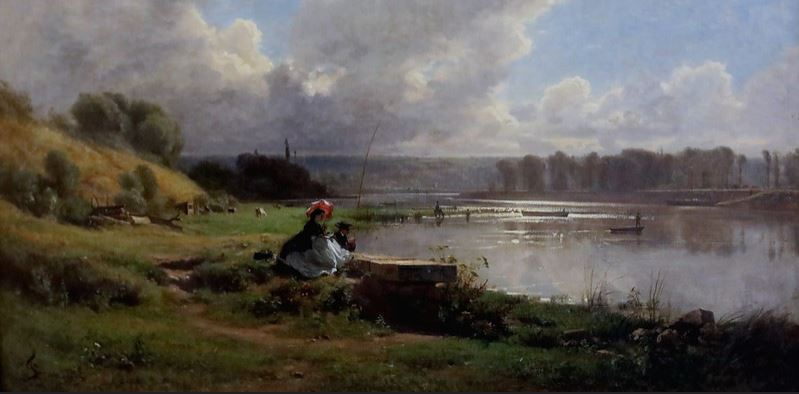
Au bord de l'eau, environs de Paris (By the water's edge, near Paris) (1861).
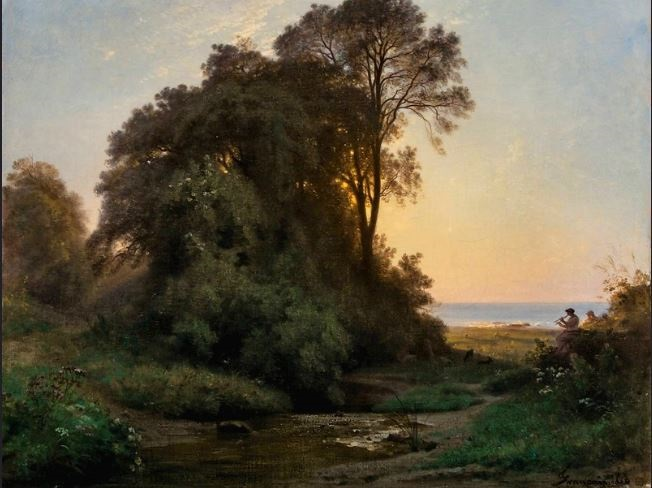
Musique Champetre (1863)
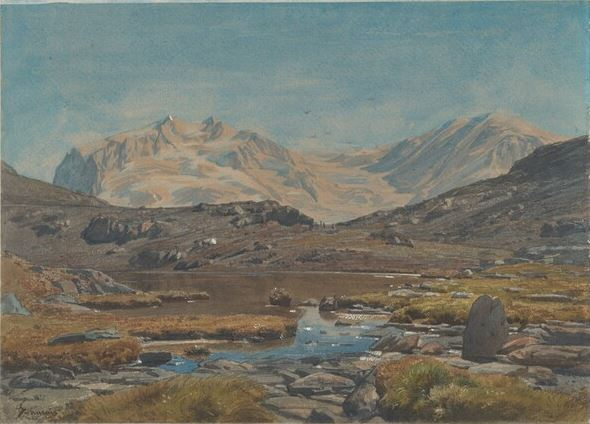
Mountain Stream, watercolour (c1865).
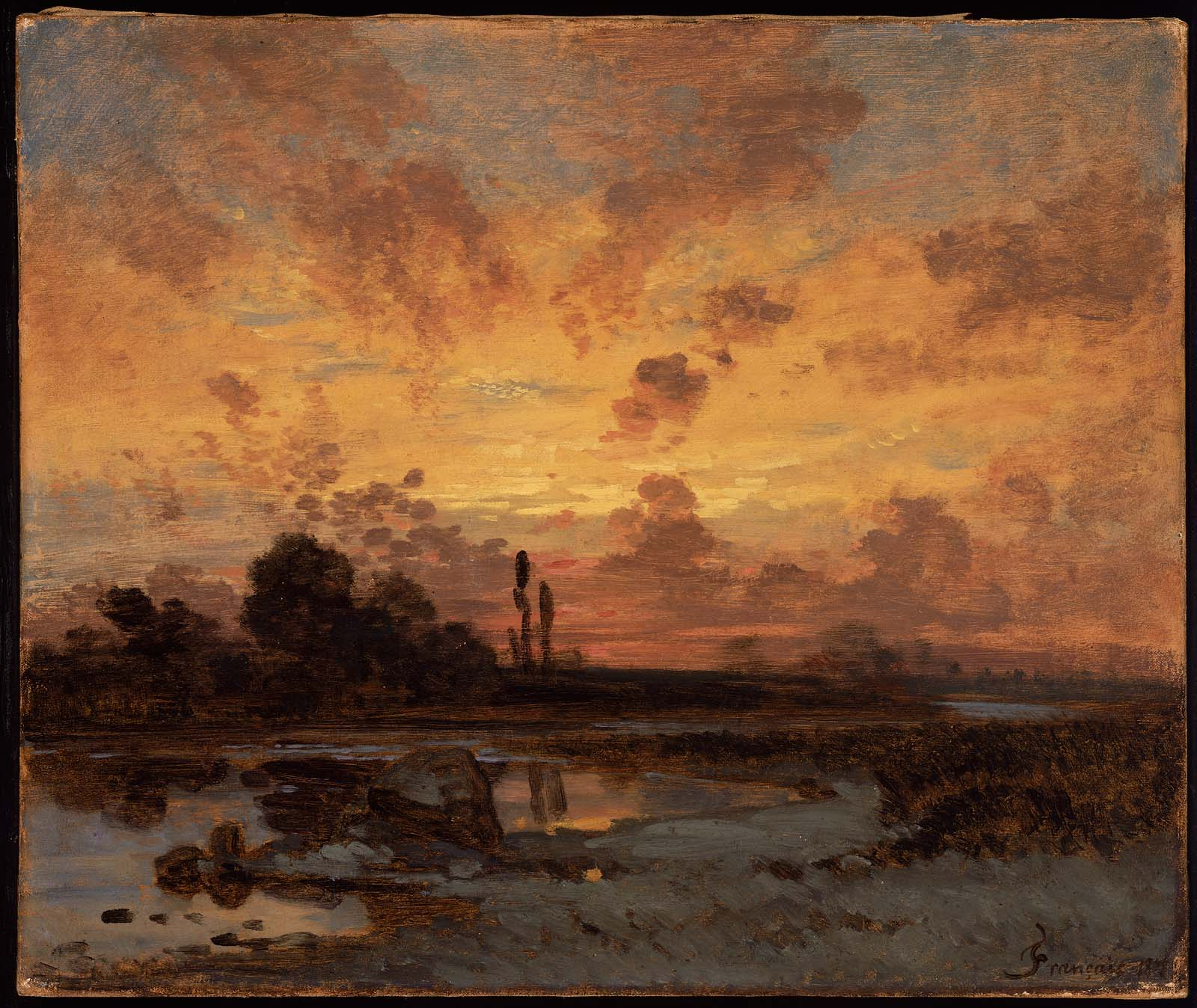
Sunset (1878)
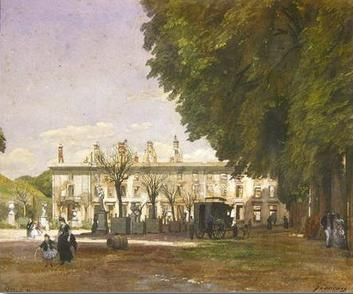
The ruins of Saint Cloud (1871)
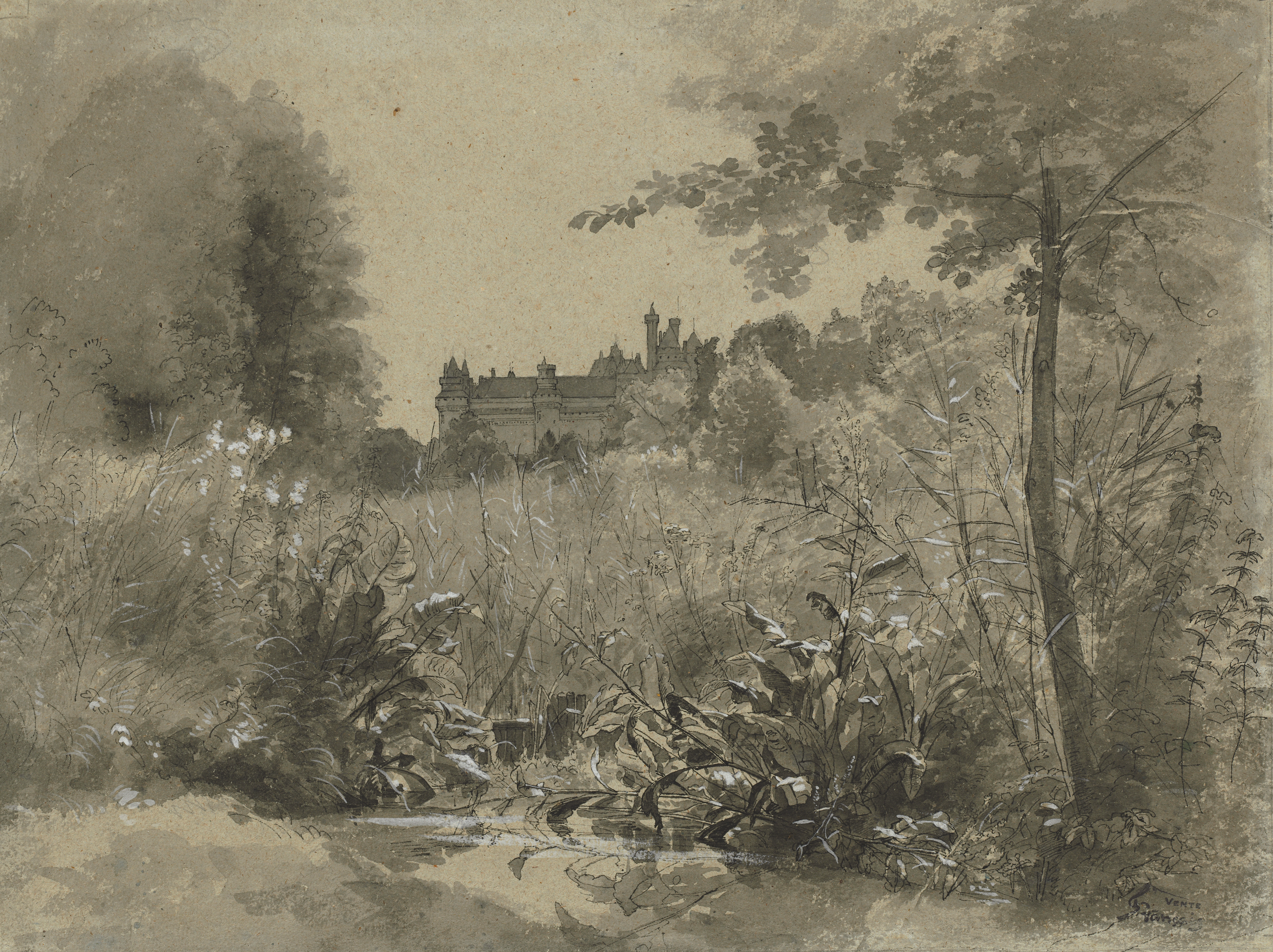
View of the Château of Pierrefonds (c 1870)
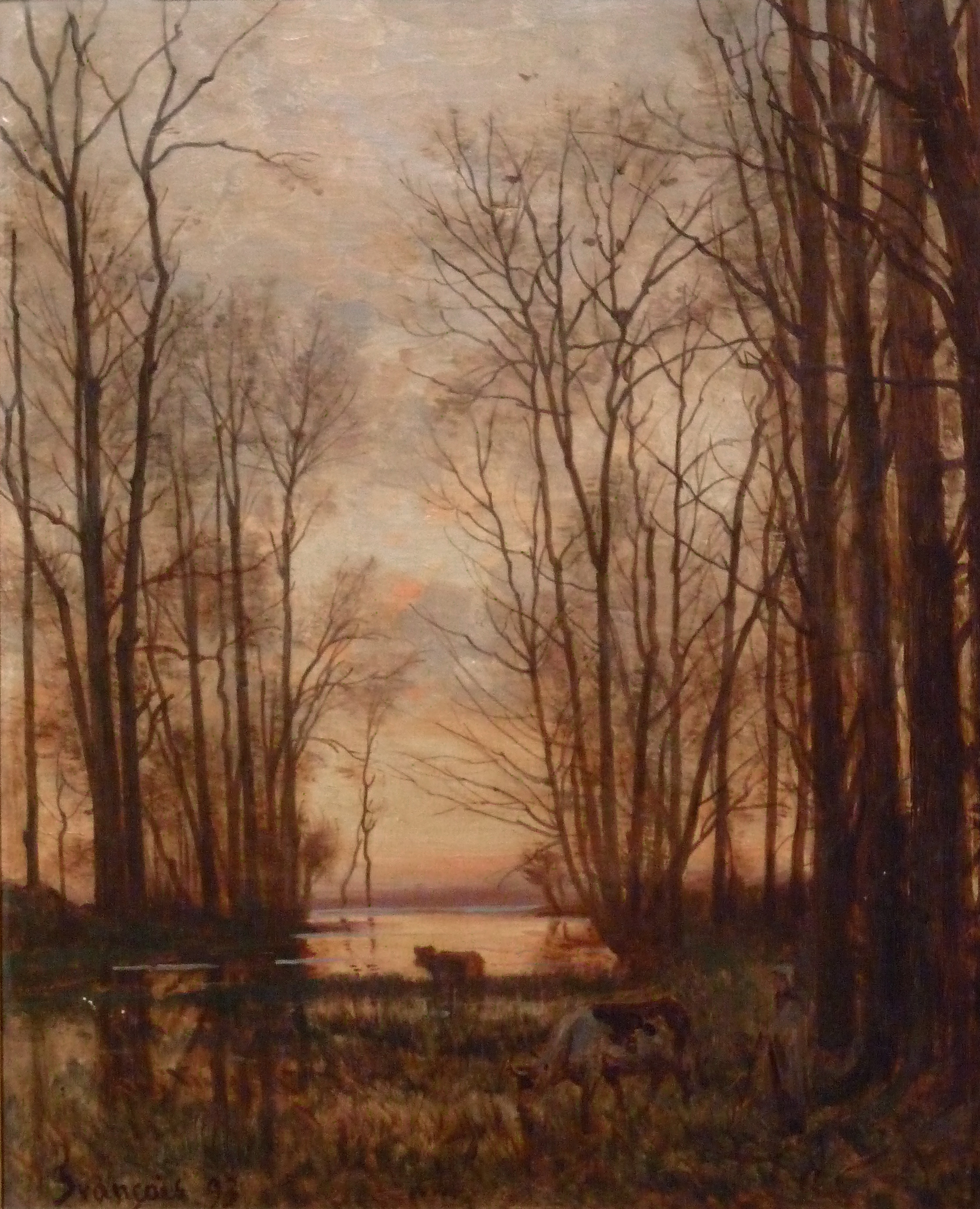
Crépuscule
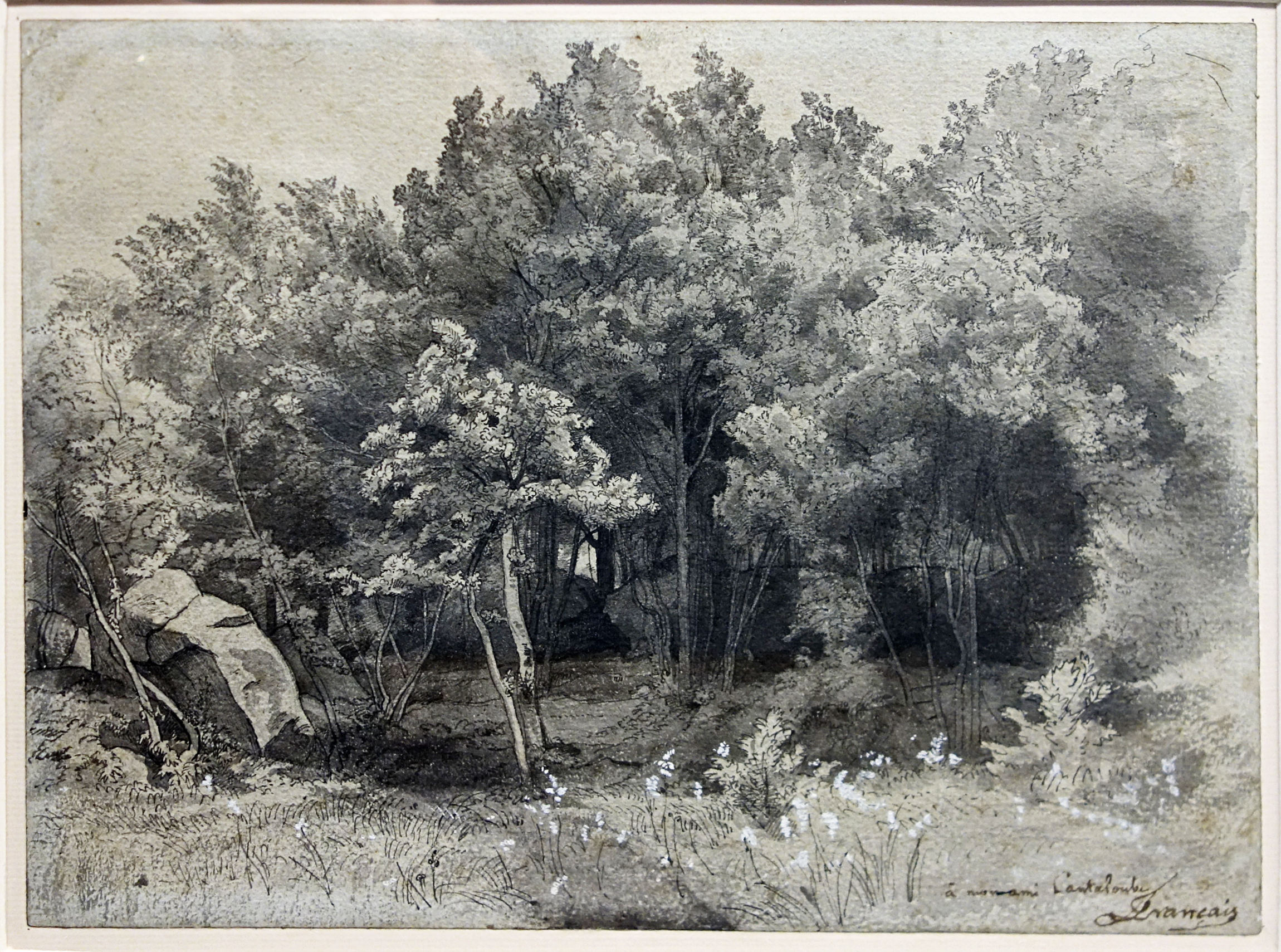
Drawing for le Bois-sacré
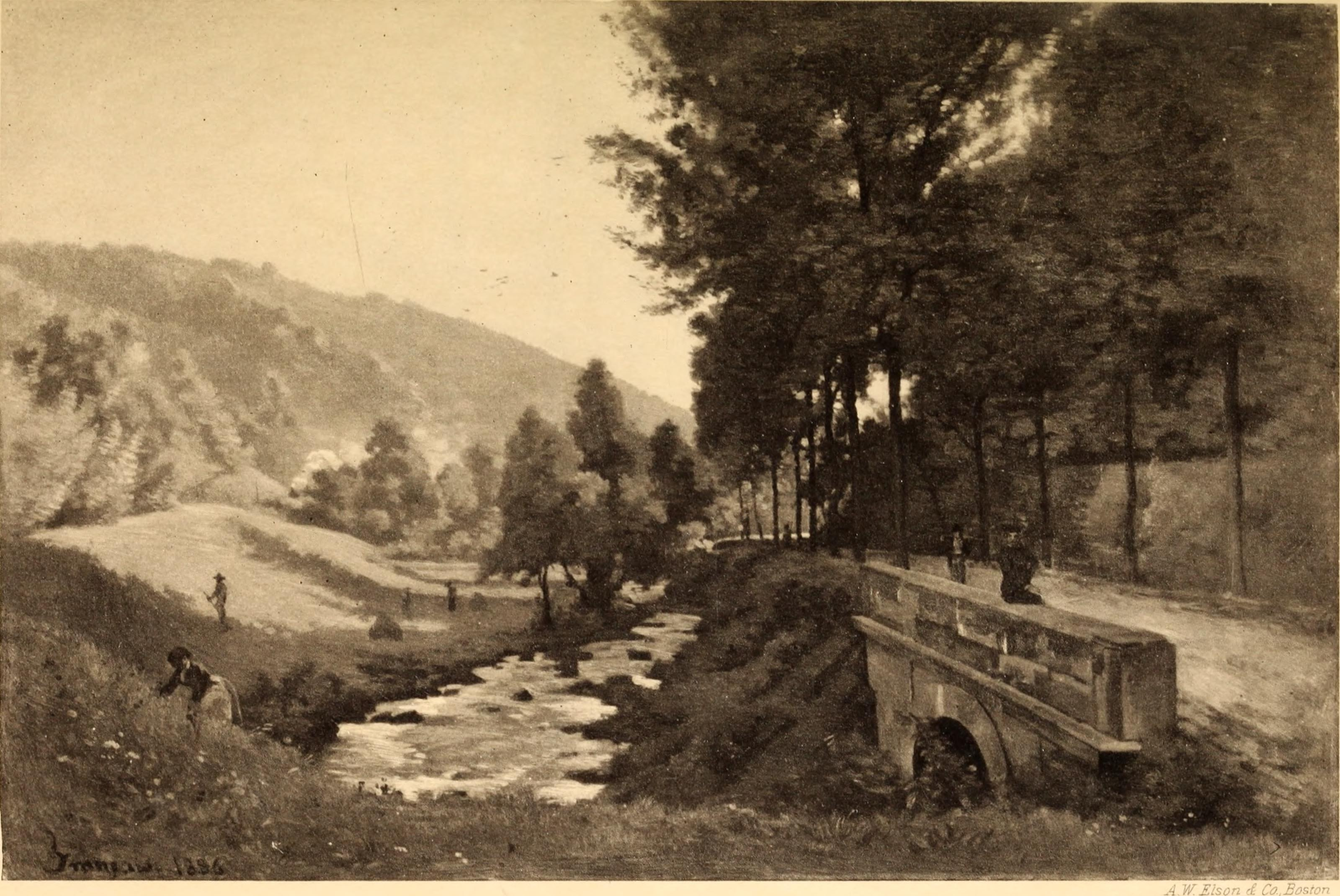
Environs de Plombières (1903)
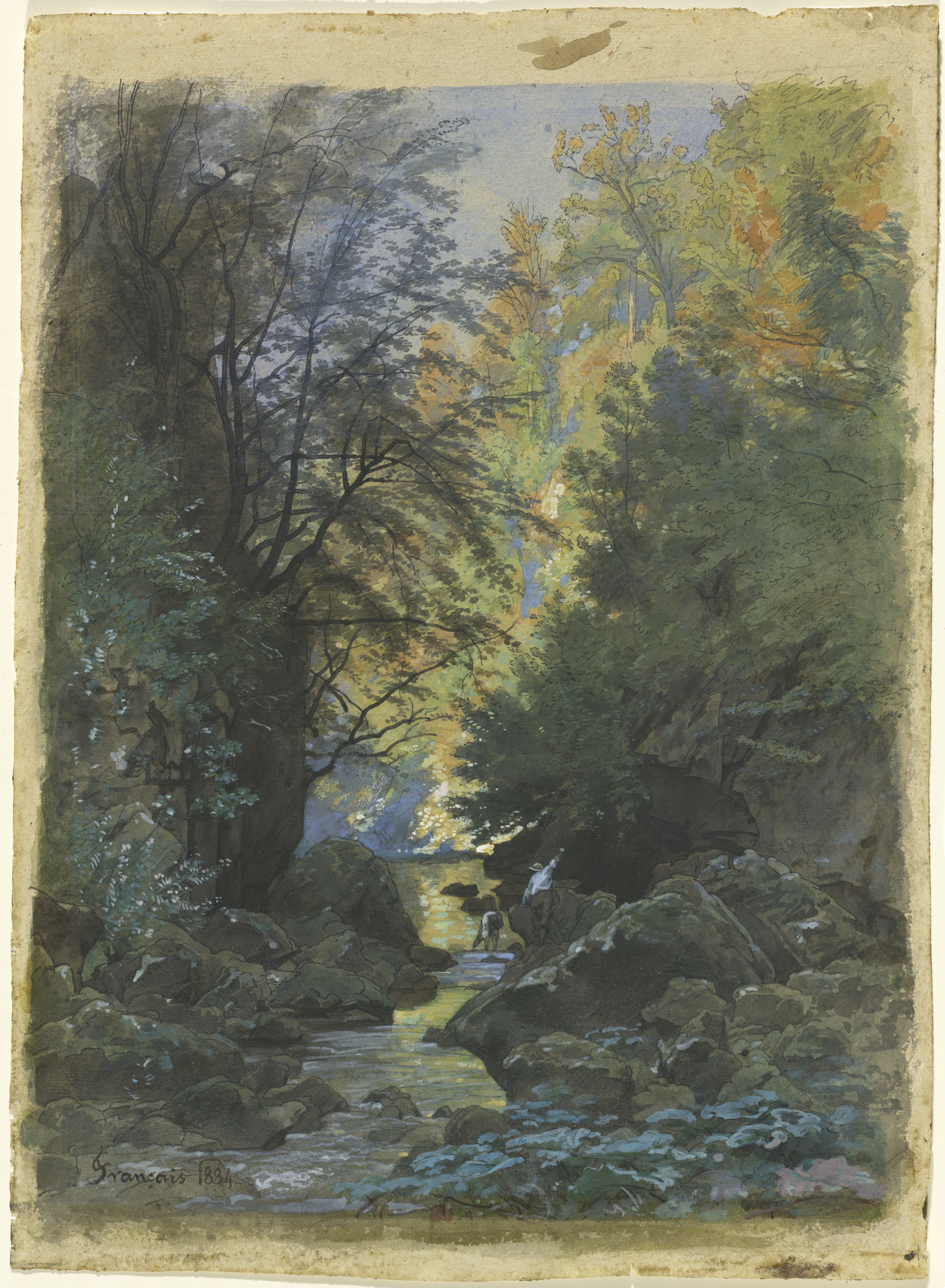
Un ruisseau à travers une forêt dense (1884) watercolour.
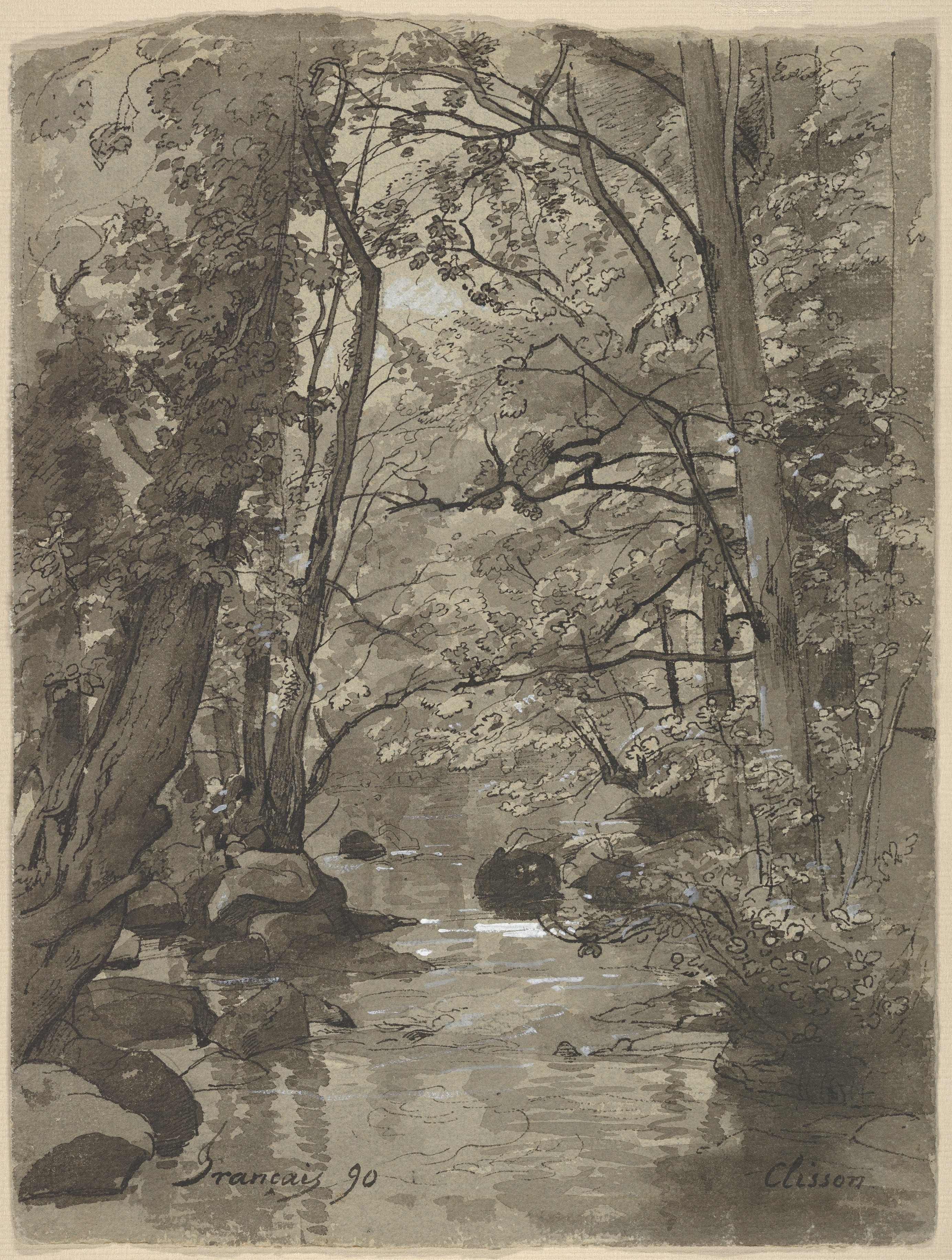
Forêt à Clisson (1890)
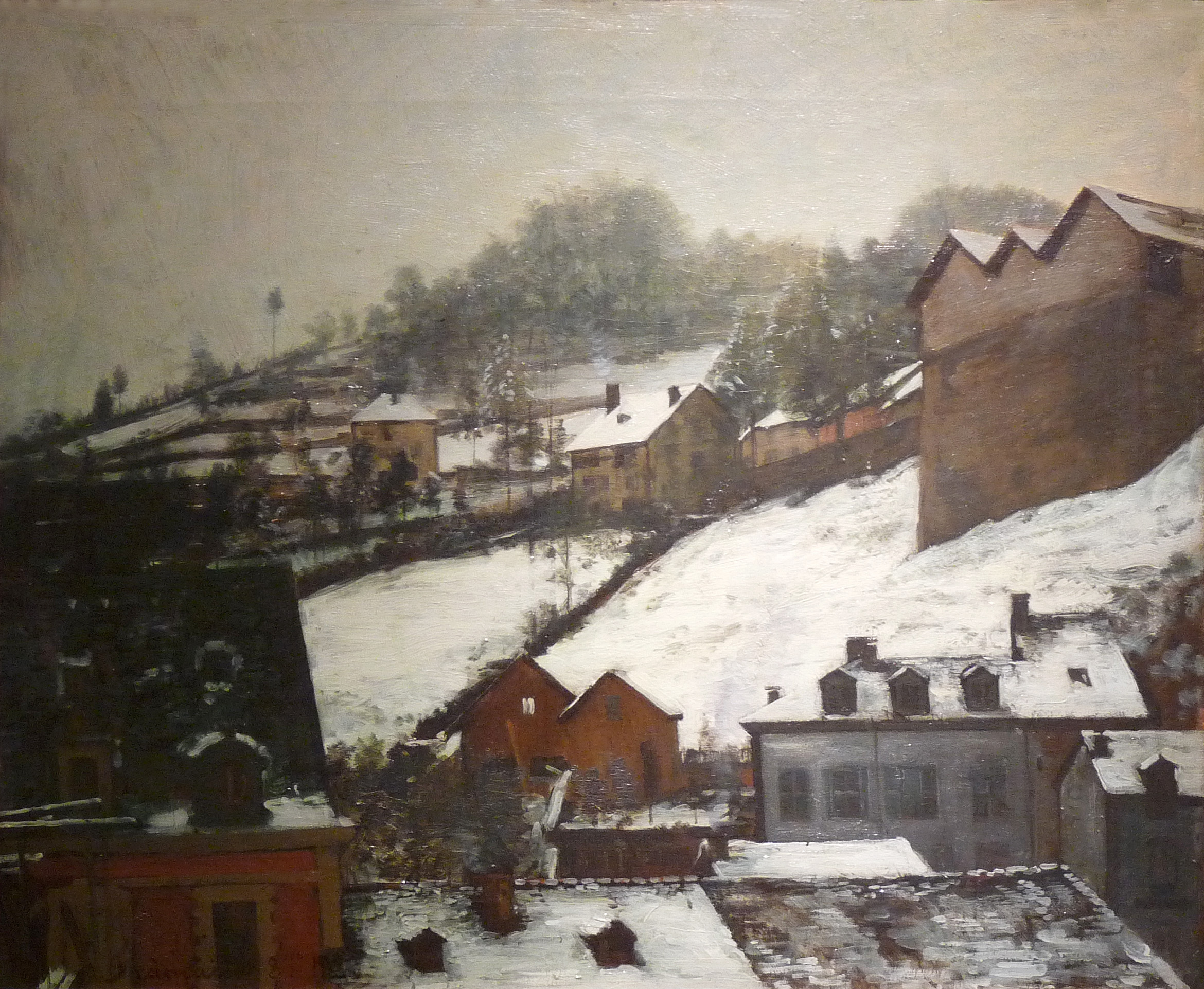
Plombières in Winter (1890)
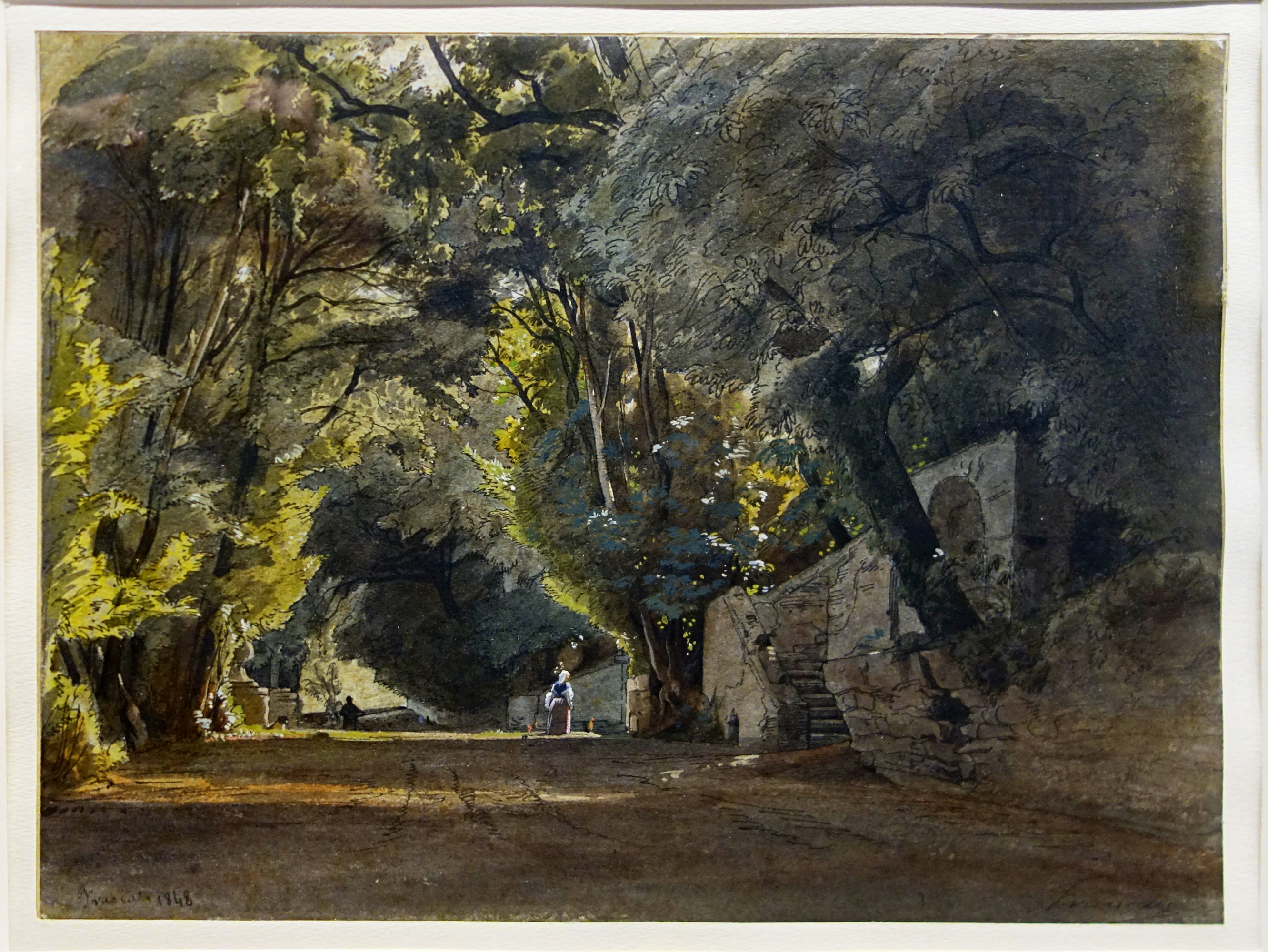
Vue prise à Frascati
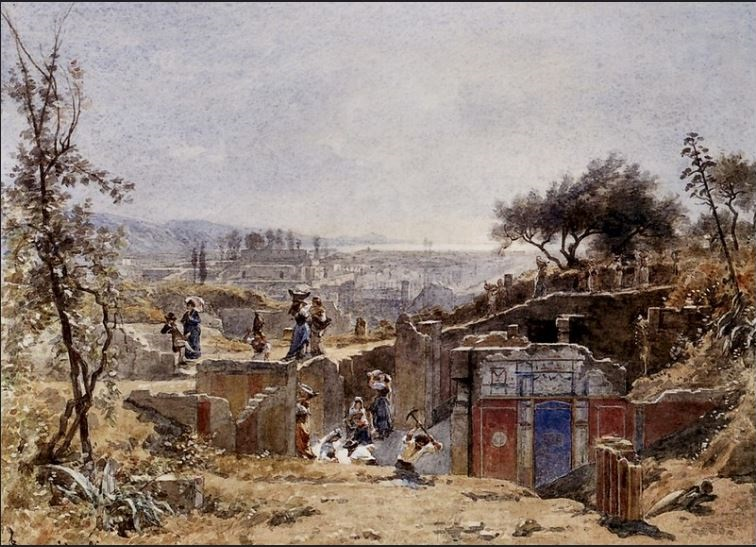
Excavations at Pompeii, watercolour (1886).
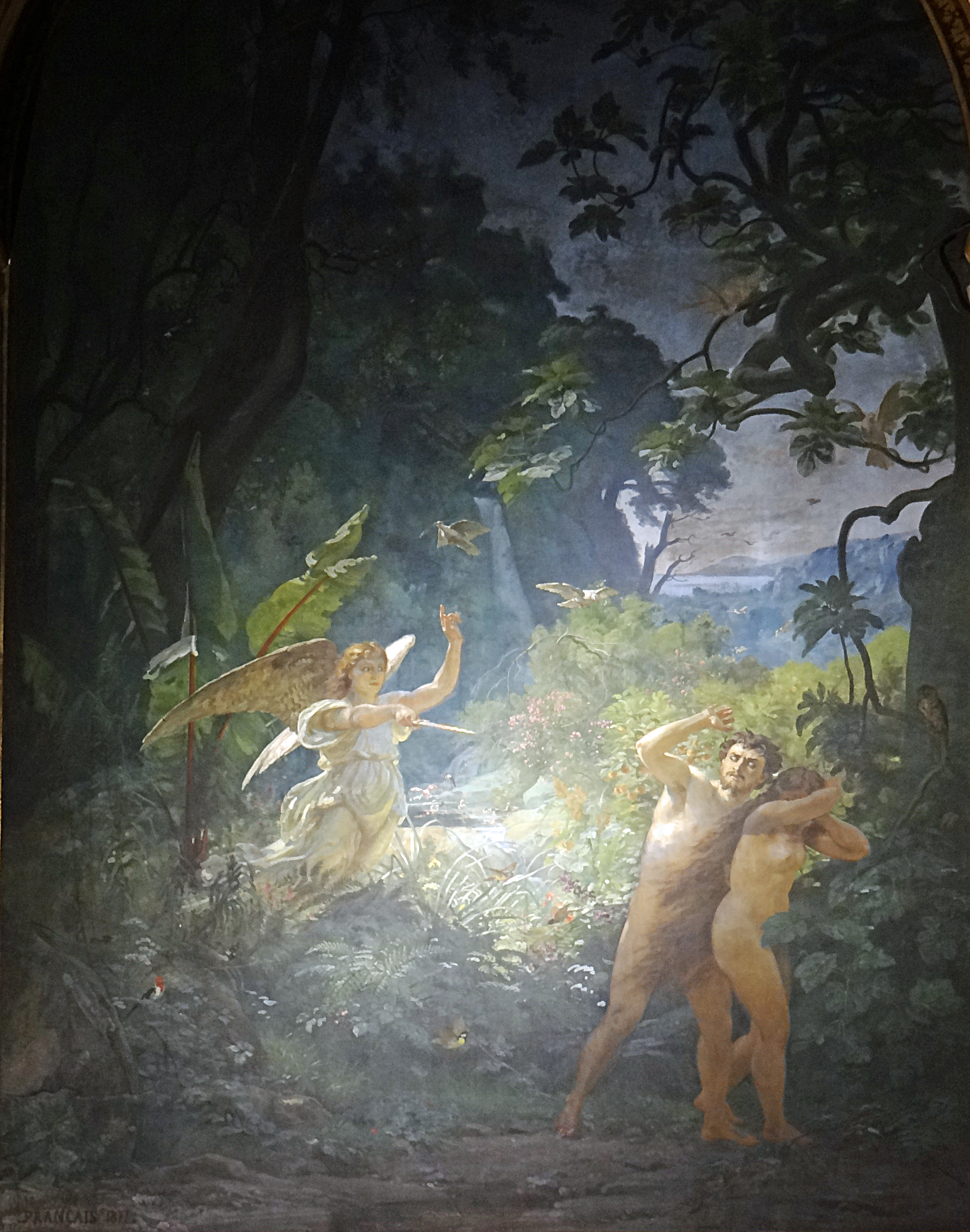
Church of la Sainte-Trinité, Paris - Baptistère (font) : Adam et Ève chassés du Paradis (Adam and Eve banished from Paradise)
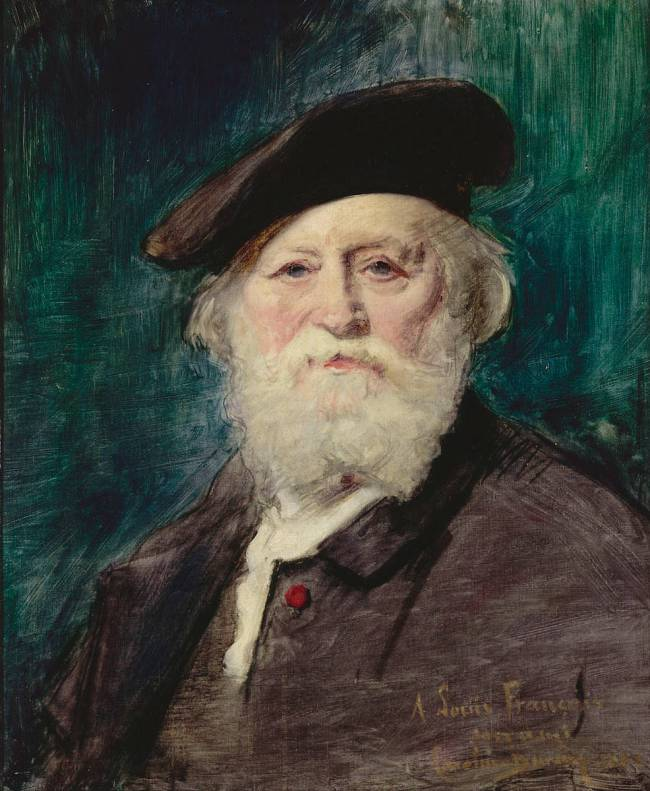
Portrait by Carolus-Duran (1888)
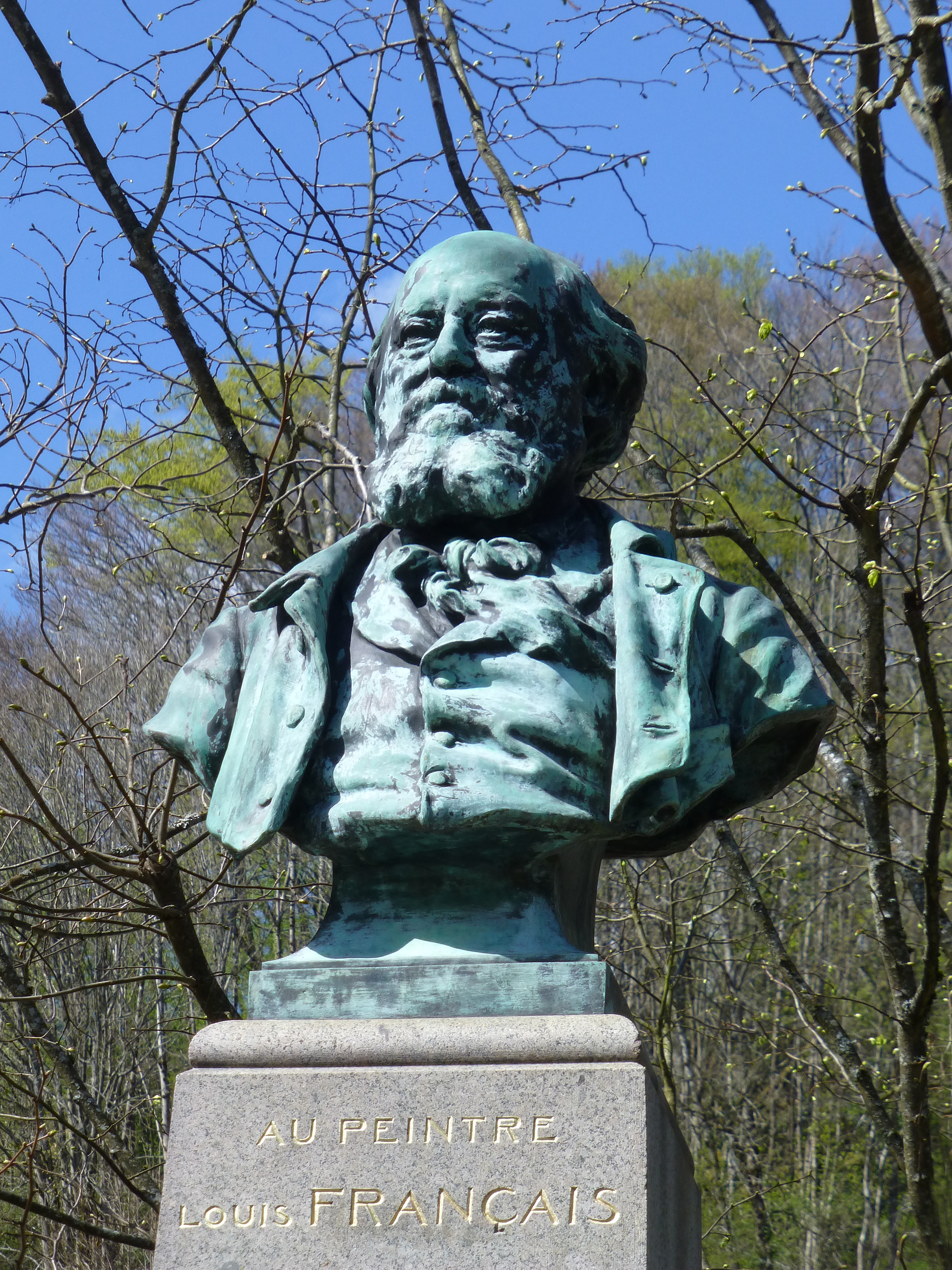
Monument in bronze at Plombières-les-Bains (Vosges) by Émile Peynot